# Luzia Maria Martins
Pour les articles homonymes, voir Martins.
Œuvres principales
- Bocage, âme sans monde.

Luzia Maria Martins, née le 27 mai 1927 à Lisbonne au Portugal et morte le 13 septembre 2000 dans la même ville est un dramaturge, metteur en scène et actrice portugaise,.

## Œuvre
- Bocage, âme sans monde, 1963.